# Cultureel erfgoed in België

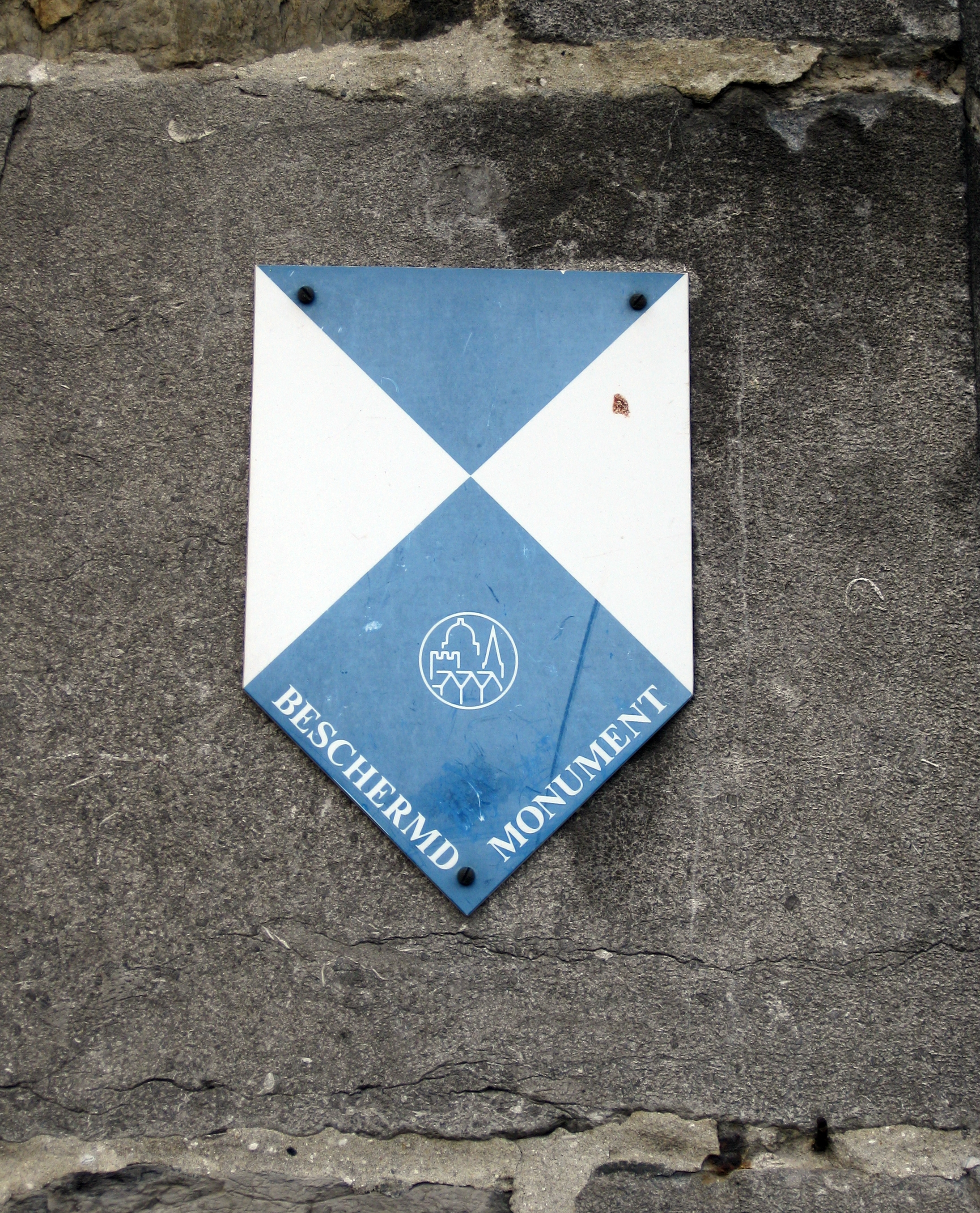
Embleem ter aanduiding van onroerend erfgoed op het belfort in Brugge.

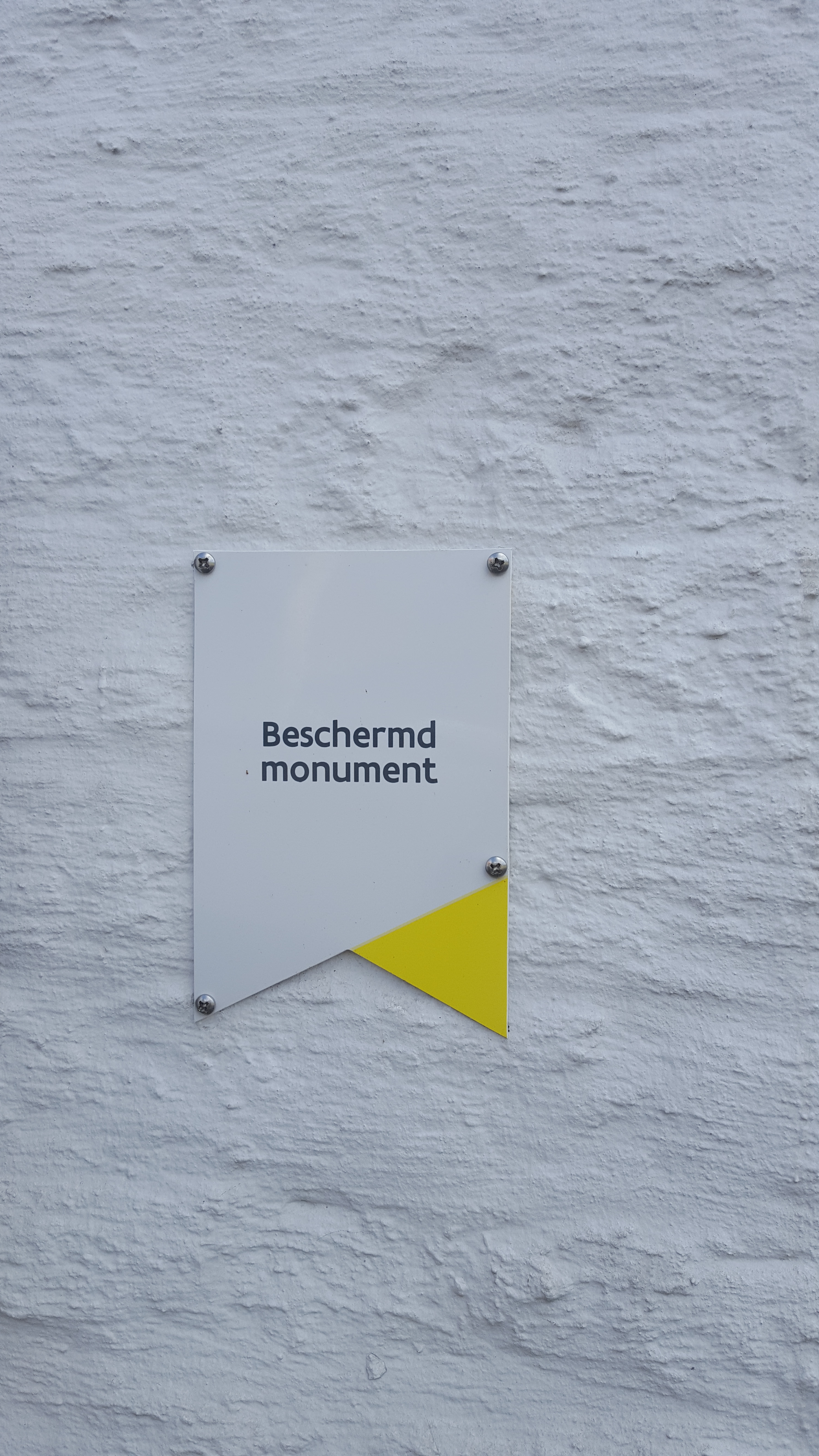
Embleem ter aanduiding van onroerend erfgoed op de Sint-Egidiuskerk van Lembeke

Het cultureel erfgoed in België is onderverdeeld in roerend cultureel erfgoed en immaterieel (cultureel) erfgoed. Het is een verzamelnaam voor zaken uit het verleden, dingen die gemaakt zijn door vorige generaties die vandaag de dag waarde hebben voor een gemeenschap en die belangrijk geacht worden om mee te nemen naar de toekomst. Het zijn dus roerende en immateriële culturele uitingen die gemeenschappelijke betekenissen en waarden krijgen binnen een actueel referentiekader en die worden doorgegeven over generaties heen.
Roerend erfgoed zijn tastbare en verplaatsbare voorwerpen zoals schilderijen, wandtapijten, juwelen, gebruiksvoorwerpen,... maar ook documenten, foto's, archiefstukken,...
Immaterieel erfgoed zijn niet tastbare gewoontes of gebruiken zoals feesten, verhalen, liederen, rituelen, ambachten, tradities... UNESCO hanteert volgende definitie: 
"Immaterieel cultureel erfgoed betekent zowel de praktijken, voorstellingen, uitdrukkingen, kennis, vaardigheden als de instrumenten, objecten, artefacten en culturele ruimtes die daarmee worden geassocieerd, die gemeenschappen, groepen en, in sommige gevallen, individuen erkennen als deel van hun cultureel erfgoed. Dit immaterieel cultureel erfgoed, overgedragen van generatie op generatie, wordt altijd herschapen door gemeenschappen en groepen als antwoord op hun omgeving, hun interactie met de natuur en hun geschiedenis, en geeft hen een gevoel van identiteit en continuïteit, en bevordert dus het respect voor culturele diversiteit en menselijke creativiteit."
Immaterieel erfgoed is dus een levende vorm van erfgoed, die dynamisch en veranderlijk is. Het is te situeren binnen deze vijf domeinen:
- orale tradities en uitdrukkingen, inclusief taal als een vehikel van immaterieel cultureel erfgoed;
- podiumkunsten;
- sociale gewoonten, rituelen en feestelijke gebeurtenissen;
- kennis en praktijken betreffende de natuur en het universum;
- traditionele ambachtelijke vaardigheden.

Naast het cultureel erfgoed wordt er ook nog onroerend erfgoed onderscheiden, wat per definitie niet onder cultureel erfgoed valt. Het onroerend erfgoed wordt doorgaans aangeduid met een embleem, vastgelegd door het cultuurgoederenverdrag van Den Haag in 1954. Op 12 november 2002 werd gestart met de plaatsing ervan. Het kenteken wordt op de meest zichtbare plaats aangebracht en op een manier die het beschermd goed of het landschap niet beschadigt. Sommige objecten uit het culturele erfgoed zijn ook uitgeroepen tot Werelderfgoed door UNESCO zoals de Grote Markt van Brussel, de Vlaamse begijnhoven en de Neolithische vuursteenmijnen in Spiennes.
In België is de bescherming van het onroerend erfgoed (monumenten, landschappen en archeologie) een gewestelijke bevoegdheid. Het beschermen van cultureel erfgoed is een gemeenschapsmaterie.
| Onroerend erfgoed                                  | Cultureel erfgoed                                                                                               | Cultureel erfgoed |
| -------------------------------------------------- | --- | --- |
| Onroerend                                          | Roerend | Immaterieel |
| Tastbaar Niet verplaatsbaar                        | Tastbaar Verplaatsbaar                                                                                          | Niet tastbaar |
| bv. monumenten, landschappen, archeologische sites | bv. kunstobjecten, artefacten, audiovisuele dragers, statisch beeldmateriaal, handschriften en oude drukken,... | bv. vertellen en taalgebruik, muziek en podiumkunsten, feesten, rituelen en sociale gebruiken, sport en spel, natuur en landbouw , eten en drinken, ambacht, vakmanschap en techniek,... |
| = Gewestmaterie                                    | = Gemeenschapsmaterie                                                                                           | = Gemeenschapsmaterie |

## Geschiedenis
Historisch gezien zijn kerken en kastelen de eerste gevrijwaarde monumenten geweest, gevolgd door de werken van bekende en invloedrijke architecten, zoals Henry Van de Velde en Victor Horta. Tegenwoordig kan ieder bouwwerk (zoals arbeiderswoningen, boerderijen, herbergen, scholen of kapellen) of landschap (zoals parken en tuinen) die een zekere historische of socioculturele waarde vertoont als een monument worden bestempeld en opgenomen worden in het cultureel patrimonium van België. Daarnaast kunnen eveneens bepaalde objecten bestempeld worden als cultureel erfgoed, zoals het meubilair van een kerk, de vaste decoratie van een privéwoning of elk meubel dat speciaal ontworpen is voor de plaats waar het zich bevindt. Ook archeologische sites behoren tot het pakket.

#### Cultureelerfgoedwerking
Erfgoedwerking is het geheel van taken en processen dat een kwaliteitsvolle zorg voor en omgang met cultureel erfgoed garandeert. De erfgoedwerking heeft, volgens het Cultureelerfgoeddecreet van 23 december 2021, vijf functies die basistaken zijn in de werking:
1. Herkennen en verzamelen: het benoemen, in kaart brengen, registreren, documenteren, waarderen, verwerven, selecteren en herbestemmen van cultureel erfgoed;
2. behouden en borgen: het verzekeren van het voortbestaan van cultureel erfgoed door het in adequate omstandigheden te bewaren, te conserveren, te restaureren, te actualiseren, te borgen en door te geven;
3. onderzoeken: het onderzoeken van cultureel erfgoed en van cultureelerfgoedwerking of het stimuleren en faciliteren ervan;
4. presenteren en toeleiden: het delen van cultureel erfgoed met erfgoedgemeenschappen, met het grote publiek of met specifieke doelgroepen via presentatie, toeleiding, educatie en door het beschikbaar te maken voor raadpleging en gebruik;
5. participeren: het actief betrekken van de maatschappij, in het bijzonder van erfgoedgemeenschappen, bij cultureelerfgoedwerking.[6]

In de cultureel-erfgoedwerking kunnen organisaties, musea,... worden bijgestaan door FARO. FARO is het steunpunt voor de cultureel erfgoedsector.

##### Van statisch naar dynamisch erfgoed
In de erfgoedwerking wordt erfgoed gezien als iets dynamisch, als een werkwoord: erfgoed is erfgoed omdat mensen dat er van maken. De erfgoedstatus van een object, een gebruik of een ritueel is het gevolg van een proces, van een reeks beslissingen en handelingen. Het concept dynamisch erfgoed werd daarom geïntroduceerd door Frijhoff omdat erfgoed "Iets is wat we in het heden met elkaar delen en gezamenlijk de moeite waard vinden om aan de toekomst door te geven."
Dat erfgoed vandaag de dag dynamisch is, is op te merken door de vele kunstwerken die in opspraak komen. Zo werden beelden van Leopold II in Oostende beklad met rode verf en komen andere beelden van Leopold II meer en meer in opspraak. In het voorbeeld van Oostende, haalt burgemeester Bart Tommelein aan dat "Koning Leopold II was belangrijk voor Oostende. Dat beeld gaat niet weg." Het beeld betekent dus iets anders voor de burgemeester dan voor de mensen die het beklad hebben. Erfgoed is dus een moment of een proces waarin waarde en betekenis wordt gecreëerd.

Erfgoed is het directe gevolg van processen van betekenisgeving.  Erfgoed is ook een emotienetwerk. Deze term en methode is ontwikkeld door Hester Dibbits en is te begrijpen als volgt:   
‘Emotienetwerken is een idee, een manier van denken over erfgoed maken. Het is een nieuw woord dat wij hebben gevormd uit twee bestaande woorden. Met emotienetwerken bedoelen wij de grillige configuraties, of veel vormige samenhangen, van mensen die allemaal hun eigen gevoelens hebben over een erfgoed-item. Soms botsen die met elkaar. Emotienetwerken is niet alleen een zelfstandig naamwoord, maar ook een werkwoord: het is werken met die heel uiteenlopende gevoelens rond erfgoed. ' 
Erfgoed zien als emotienetwerken maakt het mogelijk om niet één betekenis toe te kennen aan erfgoed maar te erkennen dat erfgoed meerdere betekenissen kan hebben. Zo roept het beeld van Leopold II andere emoties op voor de burgemeester dan voor de personen die het beeld gevandaliseerd hebben.

## Cultureel erfgoed per gewest

### Vlaanderen
In Vlaanderen wordt actief onderzoek gedaan naar oa. Religieus erfgoed, Ruraal erfgoed, Varend erfgoed, Funerair erfgoed, Industrieel erfgoed en Medisch erfgoed. Er worden regelmatig activiteiten georganiseerd om het publiek te sensibiliseren, waarvan de jaarlijkse Erfgoeddag het bekendst is. Daarnaast worden uitzonderlijke stukken erfgoed verzameld in het Topstukkendecreet.

#### Roerend erfgoed

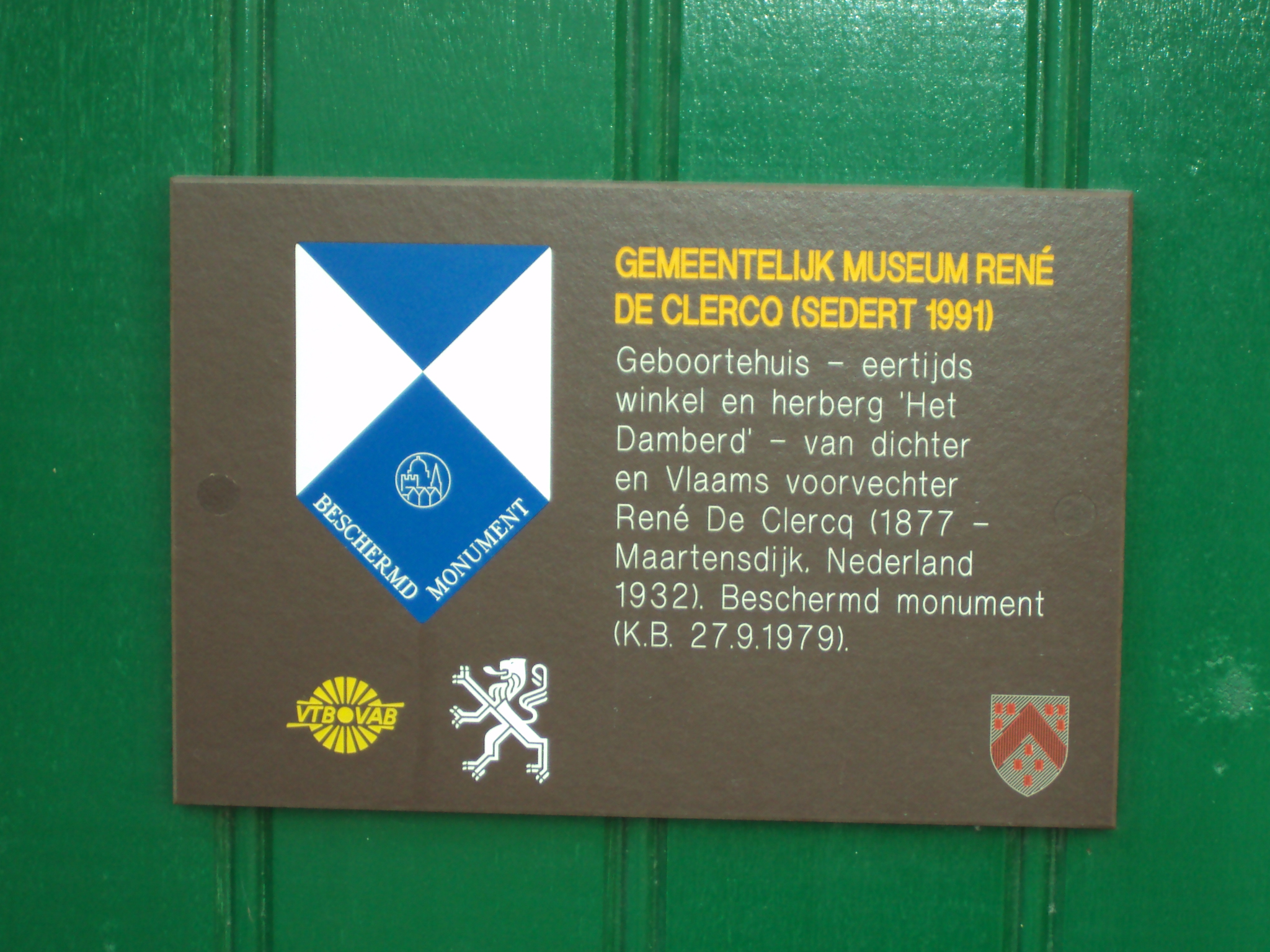
Museum geboortehuis René De Clercq, Deerlijk

In Vlaanderen wordt het roerend erfgoed beheerd door een erfgoedcel. Dergelijke cellen zijn actief in verschillende steden en coördineren lokale initiatieven met betrekking tot cultureel erfgoed.

#### Onroerend erfgoed
Monumentenzorg wordt in Vlaanderen geregeld sedert het Decreet tot bescherming van monumenten en stads- en dorpsgezichten van 3 maart 1976, vervangen door het Onroerenderfgoeddecreet van 12 juli 2013 (in werking sedert 1 januari 2015).
In uitvoering van het decreet publiceert de Vlaamse Regering een inventaris van het bouwkundig erfgoed onder de vorm van een systematische oplijsting per gemeente. De jongste lijst dateert van 28 november 2013.

#### Immaterieel erfgoed
In Vlaanderen werd ten slotte ook een officiële lijst opgesteld voor erkend immaterieel cultureel erfgoed: de Inventaris Vlaanderen.

### Wallonië
Het Agence wallonne du Patrimoine (AWaP) is in Wallonië de instantie die instaat voor het beheer en behoud van cultureel erfgoed en de classificatie van de geïnventariseerde objecten.

### Brussels Hoofdstedelijk Gewest
Het Brussels Hoofdstedelijk Gewest heeft een eigen Directie Cultureel Erfgoed (Frans: Direction du Patrimoine culturel). De dienst heette tot de zesde staatshervorming van 2011 Directie Monumenten en Landschappen (Frans: Direction des Monuments et des Sites de la Région de Bruxelles-Capitale). De nieuwe naam geeft beter de gewestelijke bevoegdheden van de dienst weer op het vlak van het architecturaal, archeologisch, natuurlijk, roerend en immaterieel erfgoed.
Op haar website plaatste de DCE een aantal Inventarissen van het Brussels erfgoed:
- Inventaris van het bouwkundig erfgoed;[21]
- Inventaris van het natuurlijk erfgoed;[22]
- Inventaris van de archeologische ondergrond;[23]
- Inventaris van het immaterieel cultureel erfgoed (ICE);[24]
- Inventaris van het roerend cultureel erfgoed;[25]
- Inventaris van de orgels.[26]

De wettelijke bepalingen inzake het behoud van het onroerende erfgoed in het Brussels Hoofdstedelijk Gewest zijn opgenomen in het Brussels Wetboek voor Ruimtelijke Ordening (BWRO), dat van kracht werd op 5 juni 2004, en in diverse toepassingsbesluiten.

### Duitstalige Gemeenschap
Het beheer en de bescherming van het cultureel erfgoed in de Duitstalige Gemeenschap valt in principe onder de jurisdictie van Wallonië, maar deze heeft de bevoegdheid over monumenten en landschappen in de Duitstalige Gemeenschap afgestaan, die daarop een Königliche Denkmal-, Landschafts- und Ausgrabungskommission heeft opgericht. In deze streek zijn er openmonumentendagen die georganiseerd worden onder de naam Tage des offenen Denkmals.

## Lijsten van monumenten

### Vlaanderen
- Lijsten van onroerend erfgoed in Antwerpen
- Lijsten van onroerend erfgoed in Limburg
- Lijsten van onroerend erfgoed in Oost-Vlaanderen
- Lijsten van onroerend erfgoed in Vlaams-Brabant
- Lijsten van onroerend erfgoed in West-Vlaanderen

### Brussels Hoofdstedelijk Gewest
- Lijsten van beschermd onroerend erfgoed in het Brussels Hoofdstedelijk Gewest

### Wallonië
- Lijsten van beschermd erfgoed in Henegouwen
- Lijsten van beschermd erfgoed in Luik
- Lijsten van beschermd erfgoed in Luxemburg
- Lijsten van beschermd erfgoed in Namen
- Lijsten van beschermd erfgoed in Waals-Brabant

### Duitstalige Gemeenschap
- Lijst van beschermd erfgoed in de Duitstalige Gemeenschap